# حقيبة عظام
حقيبة عظام (بالإنجليزية: bag of bones)‏ هي رواية رعب للكاتب ستيفن كينغ صدرت في عام 1998. ركزت على مؤلف يعاني من قفلة الكاتب وأوهام في بيت بحيرة معزول منذ أربع سنوات بعد وفاة زوجته. ربح جائزة برام ستوكر لأفضل رواية في عام 1998، وجائزة الفنتازيا البريطانية لأفضل رواية في عام 1999. أعاد الكتاب استخدام العديد من عناصر الحبكة الأساسية لرواية ريبيكا للكاتبة دافني دو مورييه، التي ذُكرت عدة مرات مباشرة في صفحات البداية للكتاب، على أي حال، تختلف علاقة هذه العناصر (بما فيها الزوجة الميتة في بداية الكتب، وتأثيرها بعد الموت على الرومانسية في المستقبل، والموت غرقًا، والبيت المطارد من قبل ذكريات القاطنين القدامى) مع الحبكة والشخصيات بشكل واضح. عندما نُشرت النسخة الورقية لحقيبة العظام من قبل بوكيت بوكس في 1 يونيو، عام 1999 (رقم الكتاب المعياري الدولي: 978-067102439)، تضمنت ملاحظة جديدة للكاتب في نهاية الكتاب، يتحدث فيها ستيفن كينغ عن صفقته الأولية بثلاثة كتب مع سكرينبر (حقيبة عظام، وعن الكتابة، ومجموعة من القصص القصيرة بعنوان ضوء أمامي واحد، أصبحت فيما بعد باسم كل شيء محتمل)، وخصص معظم المقالة للحديث عن بدايات كتابه القادم فيما بعد قلوب في أطلانطس.

## ملخص الحبكة
يعاني الراوي، مايك نونان، الروائي الأكثر مبيعًا، من قفلة الكاتب بعد الوفاة المفاجئة لزوجته الحامل جو بسبب أم دم. بعد أربع سنوات، ابتُلي مايك، الذي كان ما يزال حزينًا، بكوابيس في منزله الصيفي في تي أر-90 (بلدة فردية مسماة تبعًا لإحداثياتها على الخريطة)، مين. قرر مواجهة مخاوفه وانتقل إلى بيت العطلة بقرب بحيرة دارك سكور، المعروف باسم سارة لافس.
في يومه الأول، التقى فتاة اسمها كيرا عمرها ثلاث سنوات ووالدتها الأرملة، ماتي ديفور صاحبة العشرين سنة. والد زوج ماتي هو ماكس ديفور، رجل غني مسن مستعد فعل أي شيء لكسب حضانة حفيدته، كيرا. انحاز مايك لكيرا وماتي، فعين جون ستورو، محامي حضانة، من أجل ماتي، وبدأت الأمور بالتحسن. عاد مايك إلى الكتابة مجددًا، وأدرك أن شبح جو يساعده في حل لغز سارة تيدويل، مغنية البلوز التي يطارد شبحها المنزل. علم أيضًا أنو جو ترددت كثيرًا إلى البلدة في السنة السابقة لوفاتها، دون إخباره.
بدأ مايك برؤية أحلام ورؤى متكررة مقلقة، ولاحظ مشاركته اتصال نفسي مع كيرا. حاول ماكس ومساعده الشخصي، روجيت، إغراق مايك لكنه نجا بمساعدة شبح زوجته. انتحر ماكس فجأة في نفس الليلة. رأى مايك مخططًا عندما لاحظ أن أسماء السكان المحليين يبدأ بحرف «كيه» أو «سي» وعلم كيف كان قد غرق أقرباء سكان البلدة في طفولتهم.
بينما كان يحتفل ستورو والمحقق الخاص الذي عينه بمناسبة نهاية معركة الحضانة، حاولت ماتي إغواء مايك. عندما كانوا يحضنون بعضهم، تعرضت مقطورة ماتي لإطلاق نار من سيارة، ما أدى إلى إصابة ستورو والمحقق ومقتل ماتي. استطاع المحقق قتل السائق وتسبب بعجز مطلق النار بمساعدة مايك. أخذ مايك بعد ذلك كيرا وقاد باتجاه منزله. حاول رفاق مطاق النار إيقافهم، لكنه رفض تتبعه إلى سارة لافس. تحت تأثير شبح سارة، عُوقب مايك بإغراق كيرا وقتل نفسه. منعه شبح جو من هذا وجذب انتباهه إلى الرواية التي كان قد بدأ فيها.  يوجد في الصفحات أدلة قادت مايك إلى اكتشاف مستندات كانت قد أخفتها جو، ومن بينها علم أنساب يظهر علاقة دم مايك بواحد من عائلات البلدة.
كان لدى العديد من العائلات الموجودة ضمن البلدة أطفال بكر تبدأ أسماؤهم بحرف «كيه» وكانوا جميعهم مقتولين، وكانت كير التالية على القائمة من أجل قتلها، بصفتها من سلالة ماكس ديفور. أظهر أيضًا علم الأنساب أن ابن مايك وجو سيكون الطفل البكر القادم مع اسم يبدأ بحرف «كيه» في سلالة العائلة. لاحظ مايك أنه يجب أن تكون لعنة سارة تيدويل لشيء قد حدث لها. غادر وبحث عن قبر سارة، وأوقفه العديد من أفراد العائلات القديمة. علم في رؤيا أن هؤلاء الرجال قد قتلوا سارة واغتصبوها بوحشية، وأغرقوا ابنها كيتو في البحيرة، إذ إن جميع الأطفال الذين تبدأ أسماءهم بحرف «كيه» هم من سلالات هؤلاء الرجال. وصل مايك إلى قبر سارة ونجح في تدمير عظامها، منهيًا اللعنة.
بعد عودته إلى المنزل، اكتشف مايك أن روجيت قد خطف كيرا. تبعه إلى البحيرة، حيث ظهر شبح ماتي ودفع روجيت باتجاه الماء. حاول روجيت سحب مايك معه، ولكنه تجرح بأنقاض على المرفأ. ودّع شبح ماتي مايك وكيرا.
انتهت الرواية بخاتمة، يعلن فيها مايك تقاعده من الكتابة وسعيه لتبني كيرا. عقّدت حالته الأمور لأنه رجل أعزب وغير مرتبط، وأخذ التبني وقتًا أطول من المتوقع. بقيت نتائج التبني غير محسومة في النهاية، ولكنها أعطت أملًا للقارئ بأنها ستكون إيجابية.